# سولي بويار
سولي بويار (بالإنجليزية: Sully Boyar)‏ هو ممثل أمريكي، ولد في 14 ديسمبر 1924 في الولايات المتحدة، وتوفي بنفس المكان في 23 مارس 2001.

## أعمال

### أفلام
- (1975) عصر يوم قائظ[2]

### مسلسلات
- قانون ونظام[3]

## وصلات خارجية
- سولي بويار على موقع IMDb (الإنجليزية)
- سولي بويار على موقع ألو سيني (الفرنسية)
- سولي بويار على موقع أول موفي (الإنجليزية)
- سولي بويار على موقع قاعدة بيانات برودواي على الإنترنت (الإنجليزية)
- سولي بويار على موقع قاعدة بيانات الأفلام السويدية (السويدية)
- سولي بويار على موقع قاعدة بيانات الفيلم (الإنجليزية)
- سولي بويار على موقع كينوبويسك (الروسية)